# Pociąg w śniegu (film)
Pociąg w śniegu (chorw. Vlak u snijegu) – jugosłowiańska komedia przygodowa z 1976 roku w reżyserii Mate Relja produkcji Croatia Film.
Film był wyświetlany w Polsce w 1978 roku.

## Realizacja
Pierwsza kadry filmu nagrano zimą 1973 roku w ZOO w Zagrzebiu. Natomiast główne sceny zostały nagrane na linii kolejowej Bjelovar – Kloštar Podravski we wsi Grginac i we wsi Tomas niedaleko Bjelovaru. Pozostałe sceny kręcono w Zagrzebiu na dworcu kolejowym, w chorwackim Teatrze Narodowym i na stacji kolejowej w Rovišće.

## Scenariusz
Autorem scenariusza opartego na powieści dla dzieci Dzieci Wielkiej wsi autorstwa Mato Lovraka (1899-1974) był sam reżyser Mate Relja.

## Akcja filmu
Nauczyciel i uczniowie wiejskiej szkoły wybierają się pociągiem na wycieczkę do miasta. Podczas pobytu w mieście nauczyciel zachorował i trafił do szpitala – a uczniowie muszą wracać sami. W drodze powrotnej zaskakuje ich śnieżyca i pociąg zatrzymuje się z powodu śnieżnej zaspy.

## Twórcy
- Scenariusz i reżyseria: Mate Relja
- Muzyka: Arsen Dedić
- Zdjęcia: Ivica Rajković

## Obsada
- Slavko Stimac jako Ljuban Malic[3]
- Gordana Inkret jako Draga[3]
- Zeljko Malcic jako Pero[3]